# Protoplaneet

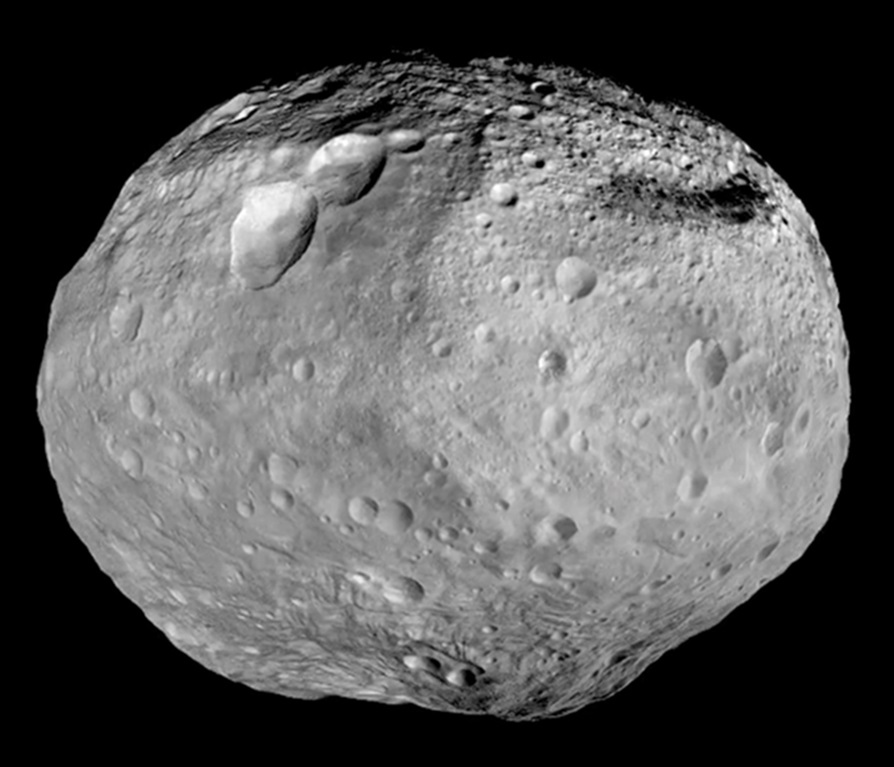
Vesta, een overgebleven protoplaneet.

Een protoplaneet (Grieks: 'protos': eerste) is een voorstadium van een planeet waarbij de kern gesmolten is geweest, waardoor de binnenkant gedifferentieerd is. 

## Ontstaan
Algemeen wordt aangenomen dat protoplaneten gevormd werden in de protoplanetaire schijf van het nog zeer jonge zonnestelsel, uit planetesimalen in de grootteorde van 1 kilometer die door hun zwaartekracht elkaars banen beïnvloedden en daardoor uiteindelijk op elkaar gebotst zijn. Dit leidde tot de vorming van enkele honderden protoplaneten. In de loop van honderden miljoenen jaren zijn velen daarvan onderling gebotst en zo uiteindelijk uitgegroeid tot dwergplaneten en planeten. Enkele hemellichamen zijn in het stadium van protoplaneet gebleven.
Volgens de grote inslaghypothese is de Maan gevormd door een enorme inslag van een hypothetische planeet of protoplaneet genaamd Theia op de vroege Aarde.

## Differentiatie
De vroege protoplaneten bevatten veel meer radioactieve elementen dan tegenwoordig, doordat deze inmiddels zijn vervallen tot stabiele isotopen. De protoplaneten werden verhit door radioactief verval, inslagen en de druk van de zwaartekracht. Als ze groot genoeg waren geworden, kon hun binnenste smelten. In deze gesmolten kern zonken de zwaardere chemische elementen naar de kern, en dreven de lichtere elementen naar het oppervlak (mantel). Dit proces wordt planetaire differentiatie genoemd.
Het onderscheid tussen planetesimalen en protoplaneten ligt erin dat bij de eerstgenoemde hemellichamen geen differentiatie heeft plaatsgevonden.

## Tegenwoordige situatie
In het huidige binnenste zonnestelsel bestaan er nog drie min of meer intacte protoplaneten: de dwergplaneet Ceres en de planetoïden Pallas en Vesta. De planetoïde Psyche is waarschijnlijk het overblijfsel van een inslag waarbij een voorwerp de buitenste steenachtige laag van een protoplaneet afgeslagen heeft. Het zelfde geldt voor Metis en Lutetia.
Er wordt vermoed dat de dwergplaneten uit de Kuipergordel ook overgebleven protoplaneten zijn.
In februari 2013 deden astronomen de eerste waarneming van de vorming van een protoplaneet in een accretieschijf rond een andere ster.